# Пам'ятай ім'я своє
«Пам'ятай ім'я своє» (пол. Zapamiętaj imię swoje) — радянсько-польський фільм Сергія Колосова з його дружиною Людмилою Касаткіною в головній ролі. Спільне виробництво кіностудій «Мосфільм» (СРСР) і «Ілюзіон» (Польща). У польському прокаті фільм йшов з субтитрами, мова польських акторів не була заглушена голосом перекладача.
В основу фільму покладена історія російської ув'язненої Освенцима Зінаїди Георгіївни Муравйової, яка була там розлучена зі своїм сином Геннадієм. Вона розшукала його лише через роки, коли він жив у Польщі під ім'ям Еугеніуш Грущинський (після війни він потрапив до притулку в Нижній Сілезії, де його усиновила польська вихователька Олена Грущинська) і був студентом Щецінського політеху. У 1969 році в Польщі про Грущинського був випущений півгодинний телефільм «Numer 149850».

## Сюжет
У день нападу Німеччини на СРСР у мешканки Білорусі Зіни Воробйової народжується син Гена. Через деякий час вони потрапляють в Освенцим, де їх після карантину розселяють по різних бараках, але Зіна по можливості постійно навідується до Гені і підгодовує його. Ближче до кінця війни, через наступ радянських військ, Зіна потрапляє до Маршу смерті, і коли йде, то з жахом бачить, що барак, в якому знаходиться її син, забитий — дітей явно збираються вбити. Потім, уже після війни, під час повернення, Зіна дізнається у випадково зустрінутого колишнього товариша по службі чоловіка, що він загинув в перший же день війни, і від шоку втрачає зір. Вона насилу одужує, поселяється в Ленінграді, де потім починає працювати в лабораторії якості на заводі з виробництва телевізорів, але не залишає спроб розшукати Гену, бо впевнена, що той живий. Вона постійно посилає запити до Польщі в музей Освенцима, коли дізнається, що ця організація активно допомагає в пошуках зниклих дітей колишніх в'язнів табору. Одного разу вона бачить по телевізору кінохроніку про Освенцим, зняту радянськими солдатами після звільнення, і впізнає в натовпі звільнених дітей Гену.
Паралельно показано, що Гена справді живий. Після війни він і інші незатребувані діти опиняються в імпровізованому притулку, де до нього проявляє інтерес колишній в'язень Освенцима, полька Галина Трущинська. Гена до того моменту вже не говорить по-російськи, а тільки по-польськи і по-німецьки, і думає, що він француз (своє ім'я Гена він переробляє на польське Генак). Через якийсь час Галина усиновляє Гену, і тепер його звуть Еугеніуш Трущинський. Минають роки, і Еугеніуш, що виріс, стає морським капітаном. Одного разу він зі своєю дівчиною приїжджає в музей Освенцима на екскурсію і відчуває шок, коли під час перегляду тієї ж самої кінохроніки, яку бачила Зіна, бачить в кадрі себе. Директор музею запрошує його до себе і, дізнавшись його номер, повідомляє йому про запит Зіни. Незважаючи на внутрішні суперечності, Еугеніуш приїжджає до Ленінграда і возз'єднується з рідною матір'ю, але через якийсь час їде, позаяк у Польщі в нього тепер своє життя.

## У ролях
- Людмила Касаткіна — Зінаїда Григорівна Воробйова
- Людмила Іванова — Надія
- Тадеуш Боровський — Еугеніуш Трущинський (Гена Воробйов)
- Ришарда Ханін — Галина Трущинська
- Лілія Давидович — Марія Губаревич
- Володимир Івашов — майор
- Леон Немчик — Пьотровський, капітан корабля
- В'ячеслав Астахов — Гена Воробйов в дитинстві
- Павло Винник — радянський караульний
- Олена Вольська — нянечка
- Гелена Івлієва — Ніна Петрухіна
- Данута Столярська — Наталія
- Любов Соколова — листоноша
- Валентина Телегіна — няня в пологовому будинку
- Віра Титова — колега Зінаїди
- Віктор Шульгін — Петро Федорович
- Олена Чухрай — Оксана
- Станіслав Яськевич — директор музею в Освенцимі
- Олексій Кожевников — епізод (немає в титрах)
- Яна Поплавська — епізод вирізаний

## Знімальна група
- Режисер:  Сергій Колосов
- Сценарій:  Сергій Колосов, Ернест Брилль, Януш Красіньський
- Оператор: Богуслав Лямбах
- Художник-постановник:  Михайло Карташов
- Композитор: Анджей Кожиньський
- Монтажер: Галина Спіріна
- Костюми: Едіт Прієде, Ізабелла Конажевська
- Звук: Володимир Крачковський